# متحف سيدي محمد بن عبد الله
متحف سيدي محمد بن عبد الله هو متحف تاريخي يقع في قلب مدينة الصويرة في المغرب، سمي المتحف تيمنا باسم مؤسس المدينة، السلطان الثالث للسلالة العلوية محمد بن عبد الله. يضم المتحف حمولة تاريخية من التراث المادي وغير المادي من عبق الاكتشافات الأثرية للمدينة.
ويعد هذا المتحف، إحدى المواقع الشهيرة ذات الحمولة التاريخية الكبيرة، والمكان المثالي لاكتشاف التاريخ العظيم والمتميز لموكادور – الصويرة، المدينة الغنية بتراكم الحضارات الكبرى، الرومانية والفينيقية والقرطاجية والأمازيغية واليهودية والعربية، وهو أحد أبرز المعالم السياحية في مدينة كناوة، يحتوي على مجموعة من المعروضات التاريخية.

## تاريخ
صممت البناية وفق العمارة العربية الإسلامية، وبتعاقب السلط وظروف البلاد، خضع المبنى إلى عدة تغييرات هندسية في تصميمه الداخلي، حيث كان يحتوي على مجموعة من الغرف المطلة على فناء تتوسطه نافورة. ويعود تاريخ المبنى المحتضن للمتحف إلى القرن التاسع عشر، حيث بنيت المنشأة كإقامة لأحد أعيان المدينة، قبل أن تصبح مقرا للبلدية في فترة الحماية الفرنسية على المغرب وبداية استقلاله، ثم دارا لشباب المدينة.
في 20 أكتوبر 1980، وبمناسبة المهرجان الأول للموسيقى تم تحويل مبنى القصر لمقر للمتحف بهدف الحفاظ على التراث الثقافي لمدينة الصويرة والتعريف بها، حيث يعرض المتحف العديد من القطع الأثرية التاريخية، بما في ذلك الأواني الفخارية القديمة والعملات والمجوهرات والسجاد ذي الصلة بتاريخ مدينة الصويرة.

## أقسام المتحف
ينقسم المتحف إلى طابقين لكل واحد منهما عروضه المختلفة.

### الطابق السفلي
يقدم الطابق السفلي كرونولوجيا ومعطيات تاريخية عن تاريخ المدينة وإقليمها من عصور ما قبل التاريخ مرورا بالعصور القديمة للحضارات المتعاقبة من الفينيقية والموريطانية والرومانية والعصور الوسطى حتى تأسيس المدينة المنورة الحالية في القرن الثامن عشر على يد السلطان سيدي محمد بن عبد الله وتصنيفها تراثا إنسانيا عالميا.
كما يعرض التراث الطبيعي و الحيواني والنباتي التي يزخر بها الإقليم والمنطقة من خلال لوحات ومجموعة من الصور الفوتوغرافية التي ترصد التطور العمراني الذي عرفته المدينة. كما تعرض على جدرانه المراحل المختلفة لاستخراج زيت أركان الإرث المغربي المميز.

### الطابق العلوي
يعرض الطابق العلوي الثرات اللامادي لإقليم الصويرة من خلال عدة مجموعات:

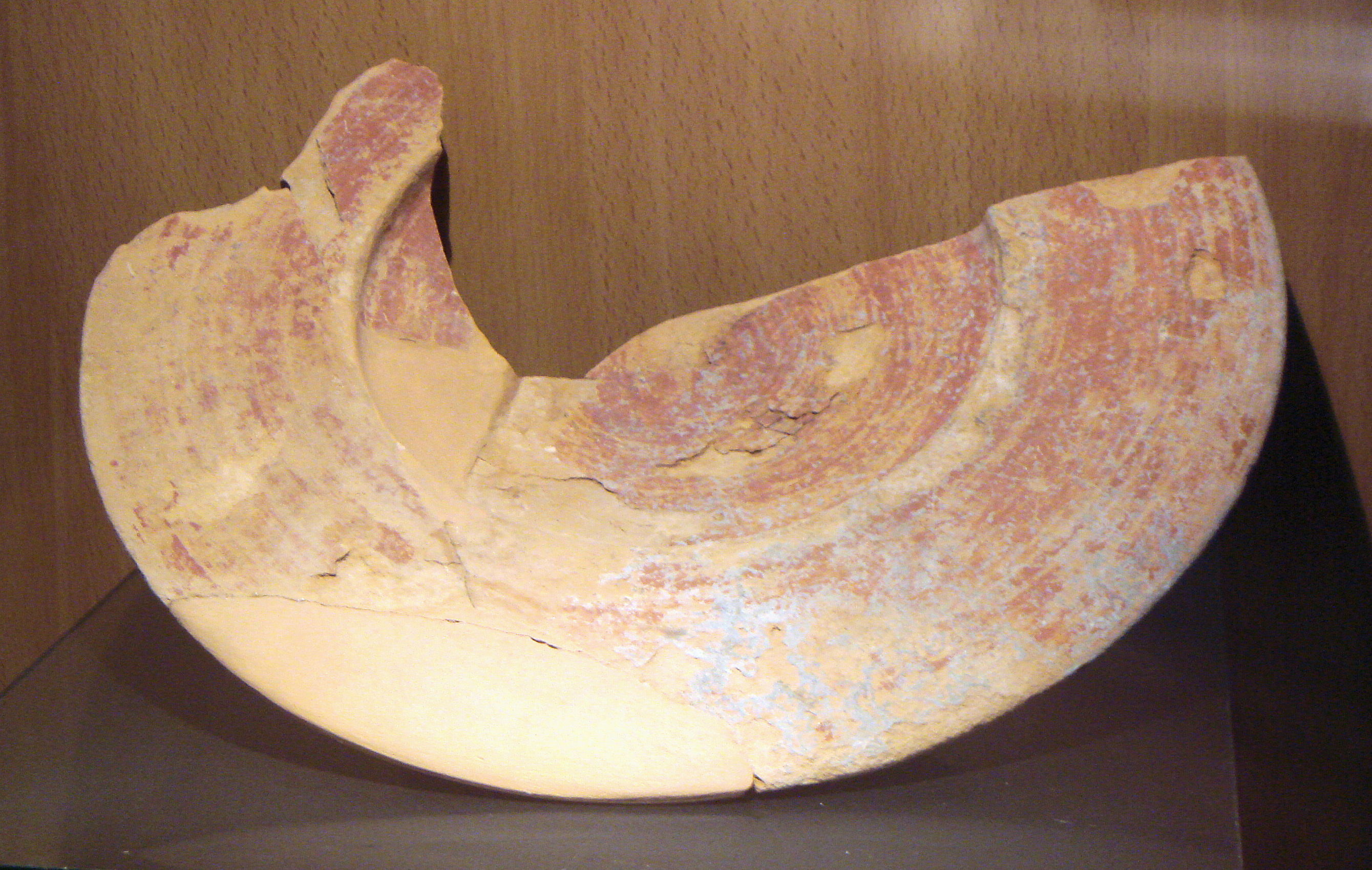
صحن فينيقي في القرن السابع قبل الميلاد، وجدت في جزيرة موغادور، يعرض حاليا في المتحف.

- تعرض المجوهرات التقليدية الأعمال الفنية، وهي توليفة من الثقافات المختلفة (الأمازيغية واليهودية والعربية).
- يتم تمثيل الأسلحة بسلسلة من الأسلحة النارية والأسلحة البيضاء مع ملحقاتها.
- مجموعة من العملات النقدية المسكوكة في مدينة الصويرة في القرن الثامن عشر.
- مجموعة الأزياء المعروضة هي انعكاس لفن الملابس الخاص بالمجتمع المغربي، ولا سيما الصويرة، خلال القرنين التاسع عشر والعشرين.
- الآلات الموسيقية التقليدية والعلمانية المرتبطة بالطقوس مثل موسيقى كناوة وحمادشا والملحون والأندلسية والأمازيغية.
- أعمال فنية من خشب الأرز تعبر صناديقها وطاولاتها بكل سخاء عن خبرة المعلم الصويري في صناعة خشب العفص الخاص بالمدينة.
- أسقف وأجزاء من أسقف خشبية مصبوغة تشهد على إبداع وبراعة معلم الزواق.
- سجاد من الصويرة ومنطقتها يدين بإنتاجه لقبيلتين مهمتين هما أولاد أبي السباع والشياظمة.

## وصلات خارجية
- من وزارة الثقافة المغربية